# 大加那利岛巴尔塞基略
大加那利岛巴尔塞基略（西班牙語：Valsequillo de Gran Canaria），是西班牙加那利群岛拉斯帕尔马斯省的一个市镇，位于大加那利岛的中部。总面积39平方公里，总人口9278人（2018年），人口密度240人/平方公里。